# Acalolepta holotephra
Acalolepta holotephra (лат.) — вид жуков-усачей из подсемейства ламиин. Распространён в Австралии, Папуа — Новой Гвинее и на Соломоновых островах. Вид описан Жаном Батистом Буадювалем в 1835 году, однако голотипы, по которым описан вид, вероятно, не сохранились.

## Описение
Тело жуков покрыто шелковистыми сероватыми волосками, которые почти скрывают пунктировку и поперечную исчерченнось на переднеспинке. Кормовым растением личинок является какао.